# Álex Sancris
Alejandro San Cristóbal Sánchez (Madrid, 18 gennaio 1997) è un calciatore spagnolo, attaccante del Getafe.

## Carriera
Ha iniziato a giocare a calcio nel settore giovanile del Getafe, per poi passare al Trival Valderas dove ha iniziato la sua carriera professionistica nel 2016 in Tercera División (quinta divisione spagnola). Dopo due stagioni è stato acquistato dal Leganés ed assegnato squadra B in quarta divisione, con cui ha trascorso quattro stagioni.
Il 13 luglio 2022 ha firmato un contratto con il Linares Deportivo, club della Primera Federación (terza divisione spagnola). Dopo una sola stagione è stato acquistato dal Burgos ed il 13 agosto 2023 ha debuttato in seconda divisione nell'incontro pareggiato 1-1 contro l'Huesca; impiegato con costanza fin da subito, nella stagione 2024-2025 è diventato stabilmente titolare disputando un'ottima stagione caratterizzata da 8 reti e 10 assist fra campionato e Coppa di Spagna.
Il 2 luglio 2025 ha firmato un contratto triennale con il Getafe, in prima divisione.

## Statistiche

### Presenze e reti nei club
Statistiche aggiornate al 15 luglio 2025.
| Stagione         | Squadra           | Campionato       | Campionato | Campionato | Coppe nazionali | Coppe nazionali | Coppe nazionali | Coppe continentali | Coppe continentali | Coppe continentali | Altre coppe | Altre coppe | Altre coppe | Totale | Totale | Totale |
| Stagione         | Squadra           | Comp             | Pres       | Reti       | Comp            | Pres            | Reti            | Comp               | Pres               | Reti               | Comp        | Pres        | Reti        | Pres   | Reti   |        |
| ---------------- | ----------------- | ---------------- | ---------- | ---------- | --------------- | --------------- | --------------- | ------------------ | ------------------ | ------------------ | ----------- | ----------- | ----------- | ------ | ------ | ------ |
| 2016-2017        | Trival Valderas   | TD               | 9          | 0          | CR              | 0               | 0               | -                  | -                  | -                  | -           | -           | -           | 9      | 0      |        |
| 2017-2018        | Trival Valderas   | TD               | 32         | 4          | CR              | 0               | 0               | -                  | -                  | -                  | -           | -           | -           | 32     | 4      |        |
| 2018-2019        | Leganés B         | TD               | 10         | 6          | -               | -               | -               | -                  | -                  | -                  | -           | -           | -           | 10     | 6      |        |
| 2019-2020        | Leganés B         | TD               | 22         | 3          | -               | -               | -               | -                  | -                  | -                  | -           | -           | -           | 22     | 3      |        |
| 2020-2021        | Leganés B         | TD               | 21         | 3          | -               | -               | -               | -                  | -                  | -                  | -           | -           | -           | 21     | 3      |        |
| 2021-2022        | Leganés B         | SDR              | 33         | 10         | -               | -               | -               | -                  | -                  | -                  | -           | -           | -           | 33     | 10     |        |
| Totale Leganés B | Totale Leganés B  | Totale Leganés B | 86         | 22         |                 | -               | -               |                    | -                  | -                  |             | -           | -           | 86     | 22     |        |
| 2022-2023        | Linares Deportivo | PF               | 37         | 4          | CR              | 3               | 0               | -                  | -                  | -                  | -           | -           | -           | 40     | 4      |        |
| 2023-2024        | Burgos            | SD               | 40         | 4          | CR              | 3               | 0               | -                  | -                  | -                  | -           | -           | -           | 43     | 4      |        |
| 2024-2025        | Burgos            | SD               | 36         | 7          | CR              | 2               | 1               | -                  | -                  | -                  | -           | -           | -           | 38     | 8      |        |
| Totale Burgos    | Totale Burgos     | Totale Burgos    | 76         | 11         |                 | 5               | 1               |                    | -                  | -                  |             | -           | -           | 81     | 12     |        |
| Totale carriera  | Totale carriera   | Totale carriera  | 240        | 41         |                 | 8               | 1               |                    | -                  | -                  |             | -           | -           | 248    | 42     |        |